# Odolena Voda
Odolena Voda település Csehországban, a Kelet-prágai járásban. Odolena Voda Úžice, Klíčany, Postřižín, Panenské Břežany, Veliká Ves és Vodochody településekkel határos. Lakosainak száma 6455 fő (2024. január 1.).

## Népesség
A település lakosságának változását az alábbi diagram mutatja:
| Lakosok száma | 1412 | 1574 | 1269 | 1098 | 4063 | 4344 | 5859 | 6022 | 6163 | 6455 |
|               | 1869 | 1890 | 1921 | 1950 | 1980 | 2001 | 2017 | 2019 | 2022 | 2024 |